# Гасло Європейського Союзу
«In varietate concordia» (з лат. Єдність у різноманітті) — офіційне гасло Європейського Союзу. Прийняте 2000 року. Перекладене на 24 офіційні мови ЄС. Згідно з рішенням Європейської комісії, гасло означає, що європейці єдині у спільній праці на користь миру й добробуту, і що багато різноманітних культур, традицій і мов Європи є позитивним чинником для цього континенту. Один з символів Європейського Союзу, поряд із прапором та гімном. Хоча після Лісабонського договору символи ЄС не є юридично обов'язковими для шістнадцяти країн-членів, але вони заявили в документі, що додається до декларації, про зобов'язання використовувати їх у громадських місцях. Європейський парламент також змінив внутрішні правила, щоб частіше використовувати символи.

## Історія

### Проєкт ла Прері
У квітні 1998 року Патрік ла Прері в газеті «Ouest-France» запропонував організувати конкурс гасел серед старшокласників тодішніх 15 країн-члені ЄС. А метою було відзначити 50-річчя від дня підписання знаменитої декларації про наднаціональне об'єднання Робера Шумана, який вважається одним із батьків-засновників Європейського Союзу.
У 1998 році Європейський Союз уже мав прапор і гімн та збирався випустити валюту — євро. Але, союз ще не створив гасла, і вирішили провести конкурс. Патрік ла Прері знайшов двох спонсорів: французький музей про Другу світову війну «Військовий меморіал у Кані» і компанію «France Telecom». Загалом знайшли 40 партнерів-газет у Франції та інших країнах-членах ЄС (як «La Repubblica» в Італії; «Le Soir» у Бельгії, «The Irish Times» в Ірландії, «Berliner Zeitung» у Німеччині; «The Guardian» у Сполученому Королівстві).
Конкурс розпочався 31 березня 1999 року з відкриття офіційного вебсайту «devise-europe.org», під керівництвом «France Telecom». Вебсайт містив педагогічну документацію, створену офісом проєкту, що розташований біля меморіалу в Кані; а також документацію та реєстрації форми для вчителів на 11-ти європейських мовах (і каталонською). Існувала й англомовна версія сайту. Гасло конкурсу: «La seule récompense sera d'avoir écrit une page d'histoire de l'Europe» (укр. Єдиним призом стане написання сторінки в історії Європи).

### Конкурс
У вересні, на початку навчального року 1999—2000 року, провели конкурс. Усього брали участь 2575 класів, серед учнів від 10 до 19 років. За єдиним правилом гасло не повинно бути довшим 12-ти слів, а супровідним поясненням — не більше 1500 символів місцевою мовою (а також англійською). До закінчення конкурсу 15 січня 2000 року було подано понад 2000 варіантів. Лексичний аналіз цього корпусу з 400 000 слів виконала компанія «Taylor Nelson Sofres» і виявила найпопулярніші слова як: «Європа» (англ. Europe), «мир» (англ. peace), «єдність» (англ. unity), «союз» (англ. union), «разом» (англ. together), «майбутнє» (англ. future), «відмінність» (англ. difference), «надія» (англ. hope), «солідарність» (англ. solidarity), «рівність» (англ. egality), «свобода» (англ. liberty), «різноманітність» (англ. diversity), «повага» (англ. respect). Це дослідження використовували журі під час національного відбору. У лютому 2000 року 15 країни-члени ЄС відібрали по 10 кандидатів для оцінки журі, що відповідальні за європейський відбір. Усі 142 гасла перекладено на 11 офіційних європейських мов. 11—12 квітня 2000 року 7 відібраних варіантів вирушило до Брюселя на оцінювання Вищим журі.

### Гасло ЄС
4 травня 2000 року в Європейському парламенті в Брюсселі понад 500 школярів з 15 класів ЄС-15 зібрали для оголошення гасла, обраного Вищим журі з 15 членів (у складі нього були: канцлер Австрії Франц Вранський; екс-міністр закордонних справ Італії Сусанна Аньєллі, колишній бельгійський астронавт Дірк Фрімут, екс-міністр закордонних справ Данії Уффе Еллеманн-Йенсен, люксембурзький історик Гілберт Трауш, екс-президент Бундестагу Ріта Зюсмут, ірландський сенатор Мері Генрі, екс-президент Великої Британії Рой Дженкінс та екс-президент Франції Жак Делор).
Гасло фр. Unité dans la diversité (укр. Єдність у різноманітті) презентували на синьому фоні, позаду 24-го голови Європейського парламенту Ніколь Фонтен. Воно було перекладене одинадцятьма офіційними мовами ЄС та латинською мовою («In varietate concordia»). Його створила люксембурзька молодь, і виголошений головою журі Жаком Делором, який додав до нього слово «Європа» (англ. Europe).
19—20 червня 2000 року офіційно не ратифікований 15 головами Європейської ради. Однак, президент Ніколь Фонтен заявила: «Я хочу, щоби це стало гасло усіх наших установ, як прапор і гімн» (англ. I want it to become the motto of all institutions, just as we have a flag and anthem).
Шість відхилених гасел: «Мир, свобода, солідарність» (англ. Peace, Liberty, Solidarity), «Наші відмінності — наша сила» (англ. Our differences are our strength), «Об'єдналися заради миру і демократії» (англ. United for peace and democracy), «Об'єднані на свободі» (англ. United in liberty), «Старий континент, нова надія» (англ. An old continent, a new hope) та «Усі різні, усі європейці!» (англ. All different, all Europeans!).

### Саміт Європейської Ради (2000)
19 червня 2000 року Ніколь Фонтен на саміті Європейської Ради в Санта-Марія-да-Фейра завершила промову словами «єдність у різноманітті»:
|  | Очікуючи підсумок ширшого обговорення щодо майбутнього Європи з 28 членів, цим громадянам потрібні: відчинені й довготривалі установи, і єдність у різноманітті, цитуючи гасло, що прийняте декілька днів тому 80000 молодими європейцямиОригінальний текст (фр.) En attendant l’aboutissement d’une réflexion bien plus vaste sur le devenir d’une Europe à 28, ces citoyens ont besoin d’idées claires : des institutions lisibles et durables assurant l'unité dans la diversité, pour reprendre la devise adoptée il y a quelques semaines par 80.000 jeunes de nos pays. |

З тих пір гасло стали використовували ще кілька європейських політиків під час виступів у Страсбурзі: президент Європейської комісії Романо Проді «Наша справжня сила це „єдність у різноманітті“» (4 липня 2001 року); італійський доповідач Джорджіо Руффоло «Отже, гаслом звіту було обрано вираз „єдність у різноманітті“» (4 вересня 2001 року); австрійський член Європарламенту Пауль Рюбіг «Європа — це, зрештою, єдність у різноманітті» (10 квітня 2002 року); іспанський член Європарламенту Раймон Обіолс «Учора президент Європейської ради завершив свою промову, вимовивши майбутній європейський девіз: єдність у різноманітті» (4 вересня 2003 року).

### Європейська Конституція (2004)
2004 року гасло було додано до статті I-8 проєкту Конституції ЄС, і було дещо модифіковане в англомовній версії як «United in Diversity»:
|  | Стаття I-8 Символи Союзу Прапором Союзу є коло з дванадцяти золотих зірок на блакитному тлі. Гімн Союзу узятий з «Оди радості» на музиці «Дев'ятої симфонії» Людвіга ван Бетховена. Гасло Союзу: «Єдність у різноманітті». Валютою Союзу є євро. День Європи відзначається 9 травня у всьому Союзі. Оригінальний текст (англ.) :Article I-8 :The symbols of the Union :The flag of the Union shall be a circle of twelve golden stars on a blue background. :The anthem of the Union shall be based on the 'Ode to Joy' from the Ninth Symphony by Ludwig van Beethoven. :The motto of the Union shall be: 'United in diversity'. :The currency of the Union shall be the euro. :Europe day shall be celebrated on 9 May throughout the Union. |

### День Європи (2005)
9 травня 2005 року Європейська комісія до Дня Європи випустила листівки зі символами Європи: прапор, гімн і гасло («United in diversity»). Не вистачало лише євро. На офіційному плакаті також додали напис «United in diversity». Гасло потім стали використовувати щороку на Дні Європи.

### Лісабонський договір (2007)
Лісабонський договір 2007 року не містить жодної статті, присвяченої символам ЄС. Але він зберіг значну частину проєкту конституції 2004 року. Проте, до нього додається декларація 16 країн-членів, які підтвердили визнання символів ЄС. Пізніше Парламент також змінив внутрішні правила, щоб частіше використовувати символи та друкувати їх на усіх документах.

## Переклади
Офіційні
4 травня 2000 року гасло було перекладено на 11 мов країн-членів ЄС. 2004 року для проєкту Конституції ЄС його переклали на 23 мови, включно з болгарською і румунською. 2007 року — ірландською, а 2013 — хорватською.
- болг. Единство в многообразието
- хорв. Ujedinjeni u različitosti
- чеськ. Jednotná v rozmanitosti
- дан. Forenet i mangfoldighed
- нід. In verscheidenheid verenigd
- англ. United in diversity
- ест. Ühinenud mitmekesisuses
- фін. Moninaisuudessaan yhtenäinen
- фр. Unie dans la diversité
- нім. In Vielfalt geeint
- грец. Ενωμένοι στην πολυμορφία
(Enoméni stīn polymorfía)
- угор. Egység a sokféleségben
- ірл. Aontaithe san éagsúlacht
- італ. Unità nella diversità
- латис. Vienota dažādībā
- лит. Suvienijusi įvairovę
- мальт. Magħquda fid-diversità
- пол. Zjednoczona w różnorodności
- порт. Unida na diversidade
- рум. Uniţi în diversitate
- словац. Zjednotení v rozmanitosti
- словен. Združena v raznolikosti
- ісп. Unida en la diversidad
- швед. Förenade i mångfalden

Неофіційні
Існують неофіційні переклади як:
- баск. Aniztasunean bat eginik
- брет. Unanet el liested
- кант. Auníos ena diversidá
- кат. Units en la diversitat
- корс. Uniti in a diversità
- фріул. Unîts inte diversitât
- гал. Unidos na diversidade
- люксемб. A Villfalt gëeent
- міранд. Ounidos na dibersidade
- сард. Umpare in sa diversidade
- сасс. Uniddi in la dibessiddai
- сіл. Skuplowańi we roztůmajtośći
- шотл. Unitit in diversitie
- шотл. гел. Aonachd ann an eugsamhlachd
- валл. Yng nglym mewn gwahaniaeth
- фриз. Ienheid yn ferskaat

А також країн-кандидатів до ЄС:
- ісл. Sameinuð í fjölbreytileika[26]
- мак. Обединети во различноста[27][28]
- серб. Уједињени у различитости / Ujedinjeni u različitosti[29]
- тур. Çeşitlilikte birlik[30]
- укр.Єдність у різноманітті